# Refino
Refino (o Reffino, Refì in dialetto bresciano) è una località del paese di Ponte Caffaro, posta sotto l'amministrazione del Comune di Bagolino in provincia di Brescia. La dicitura Reffino si presume fu concepita da un'errata traduzione dal dialetto all'italiano, ripresa dalle autorità comunali, probabilmente nata dall'idea che se Càfer fu tradotto in Caffaro, Refì doveva avere una doppia "f"; in questo caso non fu presa in considerazione la radice diversa dei due toponimi ma solo la provenienza dallo stesso dialetto. Dagli abitanti e dai confinanti la località viene chiamata con una effe sia in dialetto sia in italiano, a volte col plurale "Refini". A riprova che il toponimo più corretto sia Refino basti guardare il nome del ristorante che sorge nella località, che fin dalla sua nascita e nonostante le gestioni che si sono succedute nel tempo è stato sempre chiamato con una "f".
La località è situata al confine con la provincia di Trento, tra le rive dei fiumi Caffaro e Chiese, affacciandosi sulla sponda bresciana del lago d'Idro.

## Storia
Come tutta Ponte Caffaro fu fondata dai monaci benedettini, stabiliti presso la chiesa di San Giacomo agli inizi del XV secolo. Prima del XV secolo il paese di Ponte Caffaro e la località refinese erano ricoperti da una grossa palude che si era formata alle rive del fiume Caffaro; in seguito, grazie all'opera di bonifica dei monaci benedettini, il nuovo paese divenne abitabile.
Solo nel secondo dopoguerra, alcune persone vi si trasferirono stabilmente. Nel 1980, fu costruita la prima strada asfaltata, dato che in precedenza le strade erano bianche.

## Geografia
Per qualche centinaio di metri la località è attraversata da un piccolo torrente di acque sorgive che affluisce nel fiume Caffaro.

### Urbanistica
La località si articola principalmente in tre vie:
- la via principale, via Reffino, che conduce all'omonimo ristorante Refino, a poche decine di metri dal punto in cui il Caffaro si unisce al Chiese;
- la via secondaria, anch'essa chiamata via Reffino, che porta direttamente al fiume Caffaro;
- la via Fiume Chiese, l'unica mantenuta con pavimentazione in sterrato, che conduce alla riva bresciana del fiume Chiese.